# Kapel van de Heilige Geest (Rue)
De Kapel van de Heilige Geest (Frans: Chapelle du Saint-Esprit) is een kapel in de tot het Franse departement Somme behorende stad Rue.
Deze kapel werd gebouwd in de stijl van de flamboyante gotiek en is een van de drie bouwwerken in deze stijl welke in Picardië te vinden zijn.

## Geschiedenis
Naar verluidt zou een inwoner van Rue omstreeks 1100 een schip aan de kust hebben zien aanspoelen met daarop een uit Jeruzalem afkomstig kruis. Toen dit in een kar naar Abbeville zou worden vervoerd, weigerden de trekdieren dienst. De bewoners zagen hierin een goddelijk teken en plaatsten het in de zijkapel van de parochiekerk. Er ontstond een intens verkeer van bedevaartgangers en in de 14e eeuw werd besloten een speciale kapel voor dit kruis te bouwen. De kapel ontving vele giften, waaronder die van Filips de Goede.
In 1793 werd de kapel geplunderd en beschadigd door de revolutionairen, maar bleef uiteindelijk behouden en werd vanaf 1839 gerestaureerd.

## Gebouw

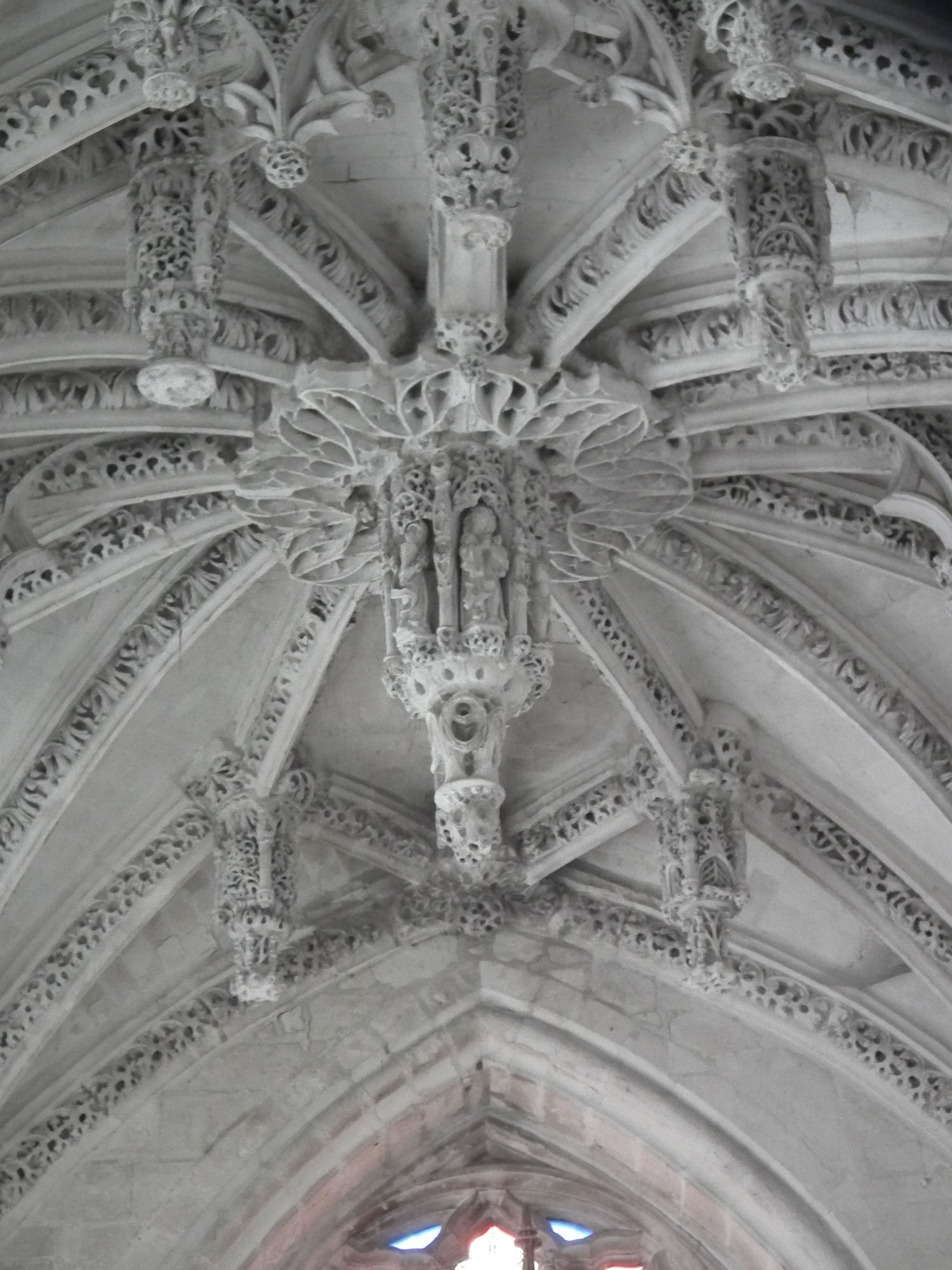
Hangende sluitsteen

Van belang is het rijke timpaan boven de ingang, waarvan de beelden in de 19e eeuw zijn vervaardigd door de gebroeders Duthoit. Links en rechts van de puntgevel ziet men de beelden van profeten.
De rijk van beeldhouwwerk voorziene kapel herbergt een aantal kostbare relieken. Er zijn fraaie gewelven met hangende sluitstenen. Dan is er nog de schatkamer die uit twee verdiepingen bestaat.